# 3-тя повітряна армія (СРСР)
Тре́тя пові́тряна а́рмія (3 ПА) — авіаційне об'єднання, повітряна армія військово-повітряних сил СРСР під час радянсько-німецької війни.

## Командування
- Командувачі:
  - генерал-майор авіації Громов М. М. (16 травня— травень 1943);
  - генерал-майор авіації, з вересня 1943 генерал-лейтенант авіації, з серпня 1944 генерал-полковник авіації Папівін М. П. (з травня 1943 — до кінця війни).